# Antoniuskirche (Petze)

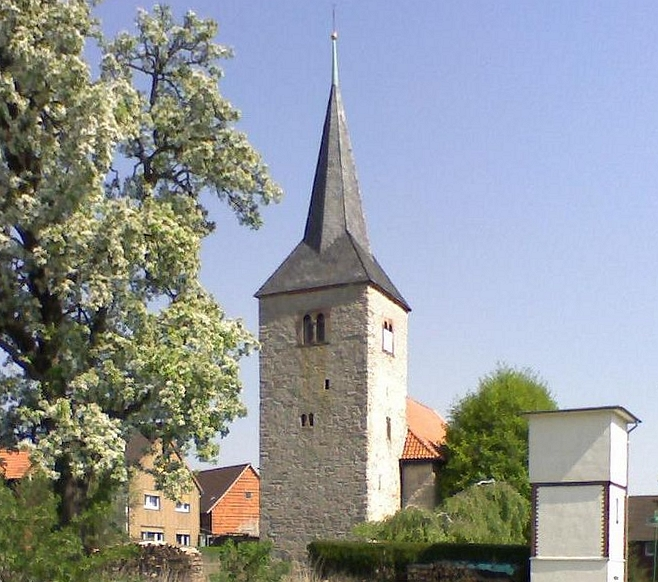
Antoniuskirche

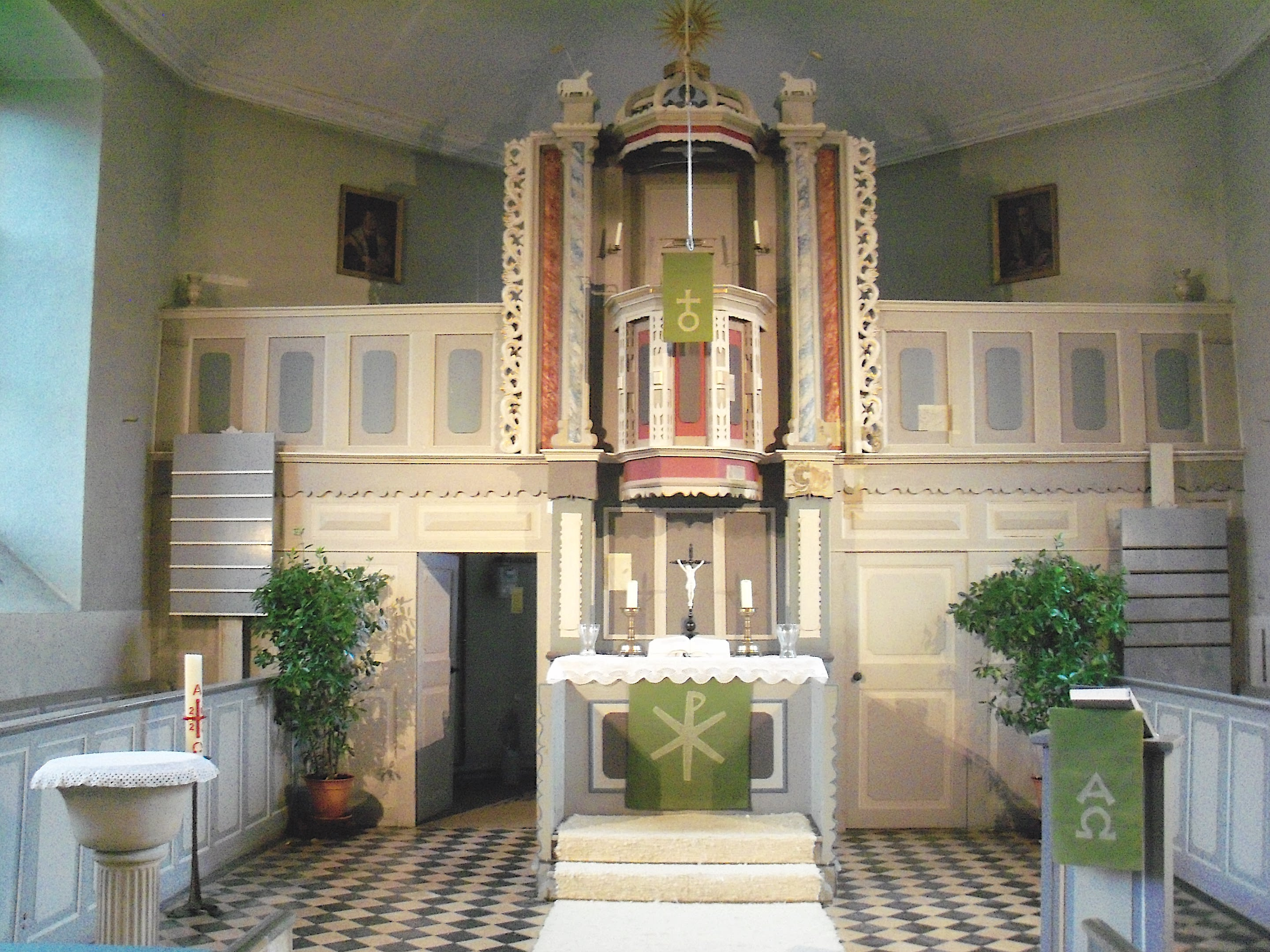
Kanzelaltar

Die evangelisch-lutherische denkmalgeschützte Antoniuskirche steht in Petze, einem Ortsteil der Gemeinde Sibbesse im Landkreis Hildesheim in Niedersachsen. Die Kirchengemeinde gehört zum Kirchenkreis Hildesheimer Land-Alfeld im Sprengel Hildesheim-Göttingen der Evangelisch-lutherischen Landeskirche Hannovers.

## Beschreibung
Der älteste Teil der Kirche ist der untere Teil des quadratischen Kirchturms, der noch aus romanischer Zeit stammt. Er wurde im 15. Jahrhundert erhöht. Das Kirchenpatronat besaß seit 1422 die Familie von Wrisberg. Es wird inzwischen als erloschen angesehen. Am 22. Februar 1784 wurde mit dem Abriss des alten Kirchenschiffs begonnen. Die neue Kirche wurde am 26. Sonntag nach Trinitatis 1785 eingeweiht. Die aus verputzten Bruchsteinen gebaute, mit Ecksteinen versehene Saalkirche hat einen Chor mit dreiseitigem Abschluss. Das Kirchenschiff ist bedeckt mit einem Satteldach, das über dem Chor abgewalmt ist. Sie hat große, flachbogige Fenster und ein flachbogiges Portal nach Süden. Dem Turm wurde erst im 19. Jahrhundert ein verschieferter Helm aufgesetzt, dessen viereckiger Ansatz in einer achteckig ausgezogenen Spitze ausläuft, die mit einer Turmkugel bekrönt ist. Eine Kirchenglocke wurde 1599 gegossen, eine zweite 1926 von der Radlerschen Glockengießerei. Nach Süden und Westen hat er Biforien als Klangarkaden. Das Vestibül des Turms hat einen rundbogigen Durchgang zum Kirchenschiff.
Der Innenraum mit Emporen im Westen und Osten ist mit einer Flachdecke überspannt. Zur Kirchenausstattung gehört ein Kanzelaltar mit zweigeschossigem Aufbau vor der Ostempore. Der fünfseitige Kanzelkorb wird von zwei Säulen flankiert, über denen ein Agnus Dei prangt. Oberhalb des Schalldeckels ist ein Heiligenschein im Dreieck. Die Mensa enthält eine Monstranz und Reste von Weihekreuzen. Von einem Taufengel aus dem 18. Jahrhundert ist nur noch der Torso vorhanden. Die Orgel mit acht Registern, einem Manual und einem Pedal hat 1868 Heinrich Schaper gebaut. Sie wurde 1985 von Emil Hammer Orgelbau instand gesetzt.